# Куайн, Фред
Фредерик (Фред) Куин (англ. Frederick (Fred) Quine, 3 января 1941, Брисбен, Австралия) — австралийский хоккеист (хоккей на траве), нападающий. Серебряный призёр летних Олимпийских игр 1968 года.

## Биография
Фред Куин родился 3 января 1941 года в австралийском городе Брисбен.
Учился в школе в Брисбене.
Играл в хоккей на траве за «Нортен Сабёрбз».
В 1968 году вошёл в состав сборной Австралии по хоккею на траве на Олимпийских играх в Мехико и завоевал серебряную медаль. Играл на позиции нападающего, провёл 2 матча, забил 1 мяч в ворота сборной Малайзии.